# ب‌ام‌و ۱۰۹-۵۵۸
ب‌ام‌و ۱۰۹–۵۵۸ (به انگلیسی: BMW 109-558) یک موتور هواگرد ساختِ کارخانهٔ ب‌ام‌و در کشور آلمان است.